# Гостро-кислий суп
Гостро-кислий суп є популярним зразком сичуанської кухні. Подібні версії трапляються в провінції Хенань, поблизу Пекіна, і в самій кухні Хенань, де він також може бути відомий як хулатанг або «гострий суп з перцем» (胡辣汤). Також популярний у Південно-Східній Азії, Індії, Пакистані та Сполучених Штатах, це гнучкий суп, який дозволяє замінювати або додавати інгредієнти залежно від наявності. Наприклад, американсько-китайський варіант може бути густішим, оскільки зазвичай містить кукурудзяний крохмаль, тоді як у Японії часто додають саке.

## Північна Америка

### Сполучені Штати
Для приготування супу можна використовувати курячий або свинячий бульйон, а можна використовувати безм'ясний бульйон. Звичайні основні інгредієнти в американській китайській версії включають пагони бамбука, підсмажену кунжутну олію, мокрицю, грибок хмарного вуха, бутони лілії, оцет, яйце, кукурудзяний крохмаль і білий перець. Інші інгредієнти включають шампіньйони, гриби шиїтаке або солом'яні гриби та невеликі скибочки шкірки тофу. Він густіший за варіанти китайської кухні завдяки додаванню кукурудзяного крохмалю.

## Східна Азія

### Китай
«Гострий і кислий суп» по-різному вважається регіональною стравою в кухнях Пекіна та Сичуаню. Китайський гострий і кислий суп зазвичай складається з м'яса, і часто містить такі інгредієнти, як бруньки лілії, мокриці, пагони бамбука та тофу в бульйоні, який іноді приправляють свинячою кров'ю. Бувало, що в супі також була морква і шматочки свинини. Його зазвичай роблять гострим (гострим) за допомогою білого перцю та кислим за допомогою оцту Чженьцзян.

### Японія
Японський гострий і кислий суп готується з традиційного бульйону дасі, приправленого оцтом, соєвим соусом і саке, і може включати гриби шиїтаке, тофу, пагони бамбука та червоний перець чилі. Суп згущують яйцем і картопляним крохмалем.

## Південна Азія

### Індія
В Індії цей суп готують із червоного та зеленого перцю чилі, імбиру, моркви, горошку, тофу, соєвого соусу, рисового оцту та щіпки цукру. В Індії його вважають китайським супом.

### Пакистан
Кисло-гіркий суп зазвичай готують у Пакистані з куркою, морквою, капустою, чилі, кукурудзяним борошном, яйцями, оцтом, соєвим соусом і сіллю. Він також може містити паростки квасолі та стручковий перець.

## Південно-Східна Азія

### Камбоджа
Samlor machu pkong — це камбоджійський кислий суп зі смаком лимона, перцю чилі, креветок та/або креветок. Один з найпопулярніших кислих супів у Камбоджі, його їдять найчастіше в особливих випадках.
Samlar machu yuon (សម្លរម្ជូរយួន) це ще один поширений гострий і кислий суп, який виник у регіоні дельти Меконгу. Його готують з риби, як правило, мулистої риби, сома або тилапії, яку спочатку смажать або смажать, а потім додають у бульйон. Також можна замінити курку. Інгредієнти, які надають рагу характерного смаку, можуть відрізнятися залежно від того, що є в наявності для кухаря. Можливі інгредієнти включають різні комбінації ананаса, помідора, нго гай, смаженого часнику, папаї, кореня лотоса, азійського базиліку (ជីក្រហម) і чилі з пташиного ока.

### Таїланд
Том ям — це тайський суп зі смаком лимонної трави, лайма, листя кафрського лайма, калгану, рибного соусу та перцю чилі.
Кисле каррі (тай. แกงส้ม, RTGS : kaeng som) — схоже на суп пряне та кисле тайське карі.

### Філіппіни

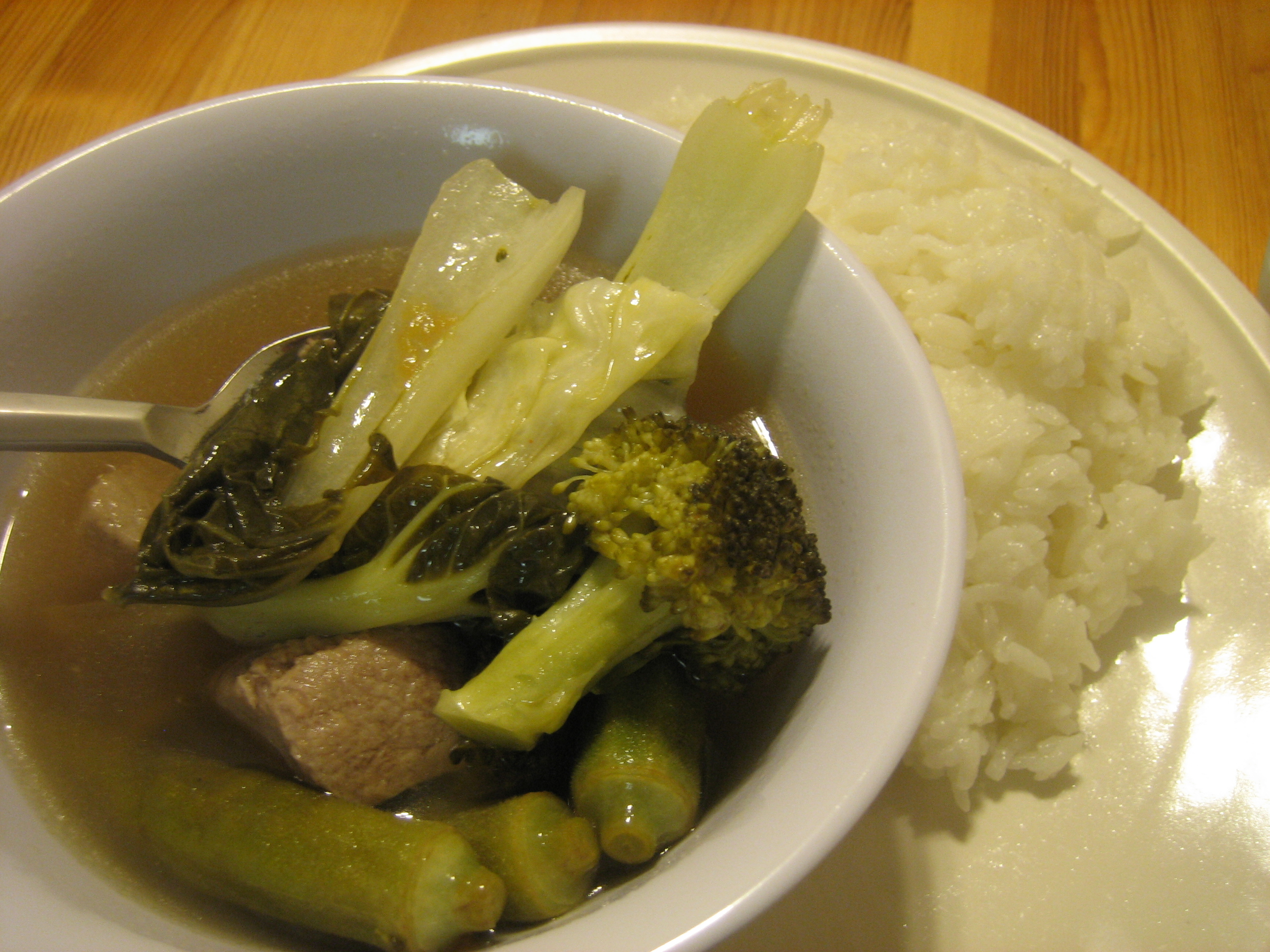
Свинячий сініганг із Філіппін зазвичай використовує тамаринд як сквашувач

На Філіппінах готують численні страви з кислим супом, в яких використовуються різноманітні закваски: від тамаринда до незрілого манго, гуави, листя метеликового дерева (alibangbang), цитрусових (включаючи місцеві каламансі та біасонг), сантолу, білімбі (каміас або іба), агрусового дерева, фрукти (karmay), фрукти binukaw (також batuan), і фрукти libas, серед інших. Більшість із цих страв входять до загального терміна сініганг, але є й інші регіональні страви, як-от синампалукан, пінангат на ісда, кансі та лінаранг, які готуються дещо інакше. Страви відносяться до паксивного класу страв, які квасяться оцтом. Існує також китайська філіппінська страва, відома як «гострий і кислий суп» англійською та кит.: 酸辣湯／四川酸辣湯 мовами Хоккієн або мандаринською кит.: 酸辣湯／四川酸辣湯 у китайських меню китайських ресторанів на Філіппінах.

### В'єтнам
Canh chua (буквально «кислий суп»), кислий суп, корінний житель регіону річки Меконг на півдні В'єтнаму. Його зазвичай готують з риби з річки Меконг або креветок, ананаса, помідорів (а іноді й інших овочів) і паростків квасолі, а також приправляють тамариндом і ароматичною травою нгом (Limnophila aromatica). Якщо готують у стилі гарячого горщика, чань чуа називають lẩu canh chua.